# Blascomillán
Blascomillán település Spanyolországban, Ávila tartományban.  Lakosainak száma 170 fő (2024).

## Népesség
A település népessége az utóbbi években az alábbiak szerint változott:
| Lakosok száma | 280  | 261  | 254  | 224  | 212  | 198  | 201  | 354  | 181  | 170  |
|               | 2001 | 2004 | 2006 | 2009 | 2011 | 2014 | 2016 | 2019 | 2021 | 2024 |